# Portrait de monsieur Lepoutre
Portrait de monsieur Lepoutre est une peinture à l'huile sur toile réalisée par le peintre italien Amedeo Modigliani en 1916. 
Constant Lepoutre est un marchand d'art et encadreur parisien. Il découvre l'œuvre de Modigliani lors d'une exposition en novembre 1916 et, pressentant sa valeur, commence à l'aider financièrement. En échange, Modigliani fait un portrait de lui, choisissant lui-même la veste jaune et le chapeau de travail noir. 
Le tableau fait partie à ce jour d'une collection parisienne privée[réf. nécessaire]. 